# Video Core Next
Video Core Next es la marca de AMD para su núcleo de hardware de codificación y decodificación de video dedicado. Es una familia de diseños de aceleradores de hardware para codificar y decodificar video, y está integrado en las GPU y APU de AMD desde AMD Raven Ridge, lanzado en enero de 2018.

## Antecedenttes
Video Core Next es el sucesor de AMD de los diseños Unified Video Decoder y Video Coding Engine, que son aceleradores de hardware para la decodificación y codificación de video, respectivamente. Se puede usar para decodificar, codificar y transcodificar ("sincronizar") flujos de video, por ejemplo, un DVD o Blu-ray Disc a un formato apropiado para, por ejemplo, un teléfono inteligente . A diferencia de la codificación de video en una CPU o una GPU de uso general, Video Core Next es un núcleo de hardware dedicado en la matriz del procesador. Este circuito integrado específico de la aplicación (ASIC) permite un procesamiento de video con mayor eficiencia energética.

## Soporte
Video Core Next admite: decodificación MPEG-2, decodificación MPEG-4, decodificación VC-1, codificación/descodificación H.264/MPEG-4 AVC, codificación/descodificación HEVC y decodificación VP9.
VCN 2.0 se implementa con los productos Navi y la APU Renoir. El conjunto de funciones sigue siendo el mismo que el de VCN 1.0. VCN 3.0 se implementa con los productos Navi 2.
| Generación de VCN | Nombre del código de la GPU | H.262 (MPEG-2) | H.264 (MPEG-4 AVC) | H.264 (MPEG-4 AVC) | H.264 (MPEG-4 AVC)        | H.264 (MPEG-4 AVC) | H.265 (HEVC) | H.265 (HEVC) | H.265 (HEVC)              | H.265 (HEVC) | H.265 (HEVC)          | H.265 (HEVC) | H.265 (HEVC) | H.266 (VCV) | H.266 (VCV)  | VC-1 / WMV 9 | VP9          | AV1       | AV1          | JPEG         |
| Generación de VCN | Nombre del código de la GPU | Descodificar   | Codificar          | Codificar          | Codificar                 | Descodificar       | Codificar    | Codificar    | Codificar                 | Codificar    | Codificar             | Codificar    | Descodificar | Codificar   | Descodificar | Descodificar | Descodificar | Codificar | Descodificar | Descodificar |
| Generación de VCN | Nombre del código de la GPU |                | Chroma             | Chroma             | Codificación sin pérdidas |                    | Chroma       | Chroma       | Codificación sin pérdidas | Resolución   | Profundidad del color | marco B      |              |             |              |              |              |           |              |              |
| Generación de VCN | Nombre del código de la GPU | 4:2:0          | 4:4:4              | 4:2:0              | Codificación sin pérdidas | 4:4:4              |              |              | Codificación sin pérdidas | Resolución   | Profundidad del color | marco B      |              |             |              |              |              |           |              |              |
| ----------------- | --------------------------- | -------------- | ------------------ | ------------------ | ------------------------- | ------------------ | ------------ | ------------ | ------------------------- | ------------ | --------------------- | ------------ | ------------ | ----------- | ------------ | ------------ | ------------ | --------- | ------------ | ------------ |
| VCN 1.0           | Raven, Picasso              | Sí             |                    |                    |                           | Sí                 |              |              |                           |              |                       |              | Sí           | No          | No           | Sí           | Sí           | No        | No           | Sí           |
| VCN 2.0           | Navi 1x (RDNA1)             | Sí             |                    |                    |                           | Sí                 |              |              |                           |              |                       |              | Sí           | No          | No           | Sí           | Sí           | No        | No           | Sí           |
| VCN 2.2           | Renoir, Lucienne, Cezanne   | Sí             |                    |                    |                           | Sí                 |              |              |                           |              |                       |              | Sí           | No          | No           | Sí           | Sí           | No        | No           | Sí           |
| VCN 2.5           | Arcturus                    | Sí             |                    |                    |                           | Sí                 |              |              |                           |              |                       |              | Sí           | No          | No           | Sí           | Sí           | No        | No           | Sí           |
| VCN 2.6           | Aldebaran                   | Sí             |                    |                    |                           | Sí                 |              |              |                           |              |                       |              | Sí           | No          | No           | Sí           | Sí           | No        | No           | Sí           |
| VCN 3.0           | Navi 2x (RDNA2)             | Sí             |                    |                    |                           | Sí                 |              |              |                           |              |                       |              | Sí           | No          | No           | Sí           | Sí           | No        | Sí           | Sí           |
| VCN 3.1.0         | Van Gogh (RDNA2)            | Sí             |                    |                    |                           | Sí                 |              |              |                           |              |                       |              | Sí           | No          | No           | Sí           | Sí           | No        | Sí           | Sí           |
| VCN 3.1.1         | Rembrandt (RDNA2)           | No             |                    |                    |                           | Sí                 |              |              |                           |              |                       |              | Sí           | No          | No           | No           | Sí           | No        | Sí           | Sí           |
| VCN 3.1.2         | Raphael (RDNA2)             | No             |                    |                    |                           | Sí                 |              |              |                           |              |                       |              | Sí           | No          | No           | No           | Sí           | No        | Sí           | Sí           |
| VCN 4,0           | Navi 3x (RDNA3)             | No             |                    |                    |                           | Sí                 |              |              |                           |              |                       |              | Sí           | No          | No           | No           | Sí           | Sí        | Sí           | Sí           |

### Tecnologías de hardware de vídeo

#### Nvidia
- PureVideo - Nvidia
- GeForce 256's Motion Compensation
- High-Definition Video Processor
- Video Processing Engine
- Nvidia NVENC
- Nvidia NVDEC

#### AMD
- Video Core Next - AMD
- Video Coding Engine - AMD
- Unified Video Decoder - AMD
- Video Shader - ATI

#### Intel
- Quick Sync Video - Intel
- Clear Video - Intel

#### Qualcomm
- Qualcomm Hexagon

#### Otros
- VDPAU – API de presentación y decodificación de video para Unix, de NVIDIA
- Video Acceleration API (VA API) – API de aceleración de video alternativa a XvBA para el sistema operativo Linux/UNIX que admite XvBA como backend
- X-Video Bitstream Acceleration (XvBA) – API de aceleración de hardware de AMD para el sistema operativo Linux/UNIX.
- Bit stream decoder (BSD)
- Unidades de procesamiento de gráficos de AMD
- DirectX Video Acceleration (DxVA) – API de aceleración de hardware de Microsoft para el sistema operativo basado en Microsoft Windows